# Peraceras
Peraceras (лат.) — род вымерших млекопитающих из подсемейства Aceratheriinae семейства носороговых (Rhinocerotidae). Обитали в Северной Америке во времена миоцена
(15,97—10,3 млн лет назад). Ископаемые остатки, относящиеся к роду, обнаружены на территории США (штаты Калифорния, Колорадо, Канзас, Монтана, Небраска, Невада, Нью-Мексико, Южная Дакота и Техас).

## Классификация
По данным сайта Fossilworks, на август 2018 года в род включают 4 вымерших вида:
- Peraceras hessei Prothero and Manning, 1987
- Peraceras profectum Matthew, 1899
- Peraceras superciliosum Cope, 1880typus
- Peraceras superciliosus Cope, 1880